# Sterphus cybele
Sterphus cybele är en tvåvingeart som först beskrevs av Hull 1951.  Sterphus cybele ingår i släktet Sterphus och familjen blomflugor. Inga underarter finns listade i Catalogue of Life.